# Ancylolomia retaxella
Ancylolomia retaxella là một loài bướm đêm trong họ Crambidae.